# Freigil
Freigil é uma povoação portuguesa do Município de Resende que foi sede da extinta Freguesia de Freigil, freguesia que tinha 4,56 km² de área e 431 habitantes (2011), e, por isso, uma densidade populacional de 94,5 hab./km².
A Freguesia de Freigil foi extinta (agregada) pela última Reorganização administrativa do território das freguesias, de acordo com a Lei n.º 11-A/2013 de 28 de Janeiro, tendo o seu território sido agregado ao da Freguesia de Miomães para constituir a União de freguesias de Freigil e Miomães com sede em Freigil.

## População
| População da freguesia de Freigil | População da freguesia de Freigil | População da freguesia de Freigil | População da freguesia de Freigil | População da freguesia de Freigil | População da freguesia de Freigil | População da freguesia de Freigil | População da freguesia de Freigil | População da freguesia de Freigil | População da freguesia de Freigil | População da freguesia de Freigil | População da freguesia de Freigil | População da freguesia de Freigil | População da freguesia de Freigil | População da freguesia de Freigil |
| --------------------------------- | --------------------------------- | --------------------------------- | --------------------------------- | --------------------------------- | --------------------------------- | --------------------------------- | --------------------------------- | --------------------------------- | --------------------------------- | --------------------------------- | --------------------------------- | --------------------------------- | --------------------------------- | --------------------------------- |
| 1864                              | 1878                              | 1890                              | 1900                              | 1911                              | 1920                              | 1930                              | 1940                              | 1950                              | 1960                              | 1970                              | 1981                              | 1991                              | 2001                              | 2011                              |
| 549                               | 542                               | 633                               | 635                               | 686                               | 723                               | 713                               | 698                               | 713                               | 597                               | 471                               | 487                               | 493                               | 480                               | 431                               |

| Distribuição da População por Grupos Etários | Distribuição da População por Grupos Etários | Distribuição da População por Grupos Etários | Distribuição da População por Grupos Etários | Distribuição da População por Grupos Etários | Distribuição da População por Grupos Etários | Distribuição da População por Grupos Etários | Distribuição da População por Grupos Etários | Distribuição da População por Grupos Etários | Distribuição da População por Grupos Etários |
| -------------------------------------------- | -------------------------------------------- | -------------------------------------------- | -------------------------------------------- | -------------------------------------------- | -------------------------------------------- | -------------------------------------------- | -------------------------------------------- | -------------------------------------------- | -------------------------------------------- |
| Ano                                          | 0-14 Anos                                    | 15-24 Anos                                   | 25-64 Anos                                   | > 65 Anos                                    |                                              | 0-14 Anos                                    | 15-24 Anos                                   | 25-64 Anos                                   | > 65 Anos                                    |
| 2001                                         | 85                                           | 64                                           | 228                                          | 103                                          |                                              | 17,7%                                        | 13,3%                                        | 47,5%                                        | 21,5%                                        |
| 2011                                         | 73                                           | 51                                           | 213                                          | 94                                           |                                              | 16,9%                                        | 11,8%                                        | 49,4%                                        | 21,8%                                        |

Média do País no censo de 2001:  0/14 Anos-16,0%; 15/24 Anos-14,3%; 25/64 Anos-53,4%; 65 e mais Anos-16,4%
Média do País no censo de 2011:   0/14 Anos-14,9%; 15/24 Anos-10,9%; 25/64 Anos-55,2%; 65 e mais Anos-19,0%

## Geografia
Situada no extremo poente do Município e encostada toda ela ao rio Cabrum, esta freguesia sobe rapidamente até ao Penedo de S. João e, em seguida, ao Ramalhal, onde atinge 679 metros de altitude. Apesar de ser tão encostada, a terra tem aqui e ali alguns assentos, com terrenos muito férteis e paisagens repousantes. A freguesia é muito bela. Os seus campos cheios de verdura e os seus pinhais vestidos de elegância dão, a quem tem a dita de os poder contemplar, uma paz interior que satisfaz e um ar purificado que consola.
É uma das freguesias mais antigas do Município, visto já existir antes mesmo de formado o Concelho (atual município) de Resende, pois pertencia ao Concelho e Julgado de Caldas de Arêgos.

## Lugares
Localidades da Freguesia de Freigil:
Alegrete, Arguinhos, Ateão, Cabeço, Casalinho, Entre Santos, Freigil, Guindais, Guardal, Leiras das Pedras, Muro, Nogueiró, Outeiro, Palamuro, Penha, Pia, Pinheiro, Pinheiro de Cima, Ponte, Ponte de Cabrum, Quintansinhas, Redondo, Residência, Soalheiro, Sucampo, Toquinha, Torre, Vigião e Vinhais.

## Património
- Igreja de Freigil;
- Capela de São João.

## Toponímia
O nome da povoação/freguesia não se escreveu sempre do mesmo modo. Na época medieval ora se escrevia Fragivil, ora Freiginil, ora ainda Freyiyel. Nas Inquirições de 1258 aparece-nos com as formas "Fragil" e "Fragivil". Num documento de 1321 em "Fragiel". Conjectura-se que o nome poderá vir de algum antigo povoador.
O linguista José Pedro Machado defendia que se poderia tratar da aglutinação de «Frei Gil», apesar dessa tese não encontrar respaldo na documentação medieval.
Joseph Piel, por seu turno, apontava como provável origem o nome germânico Fredegildus (século VI/VII), através do genitivo do latim medieval Fredigildi ( por alusão a Vila Fredigildi , isto é «a quinta ou a herdade de Fredegildus»).
O assunto é muito discutível, tendo em atenção as formas tão diversas que apresenta nos documentos mais antigos.

## Antiga Junta de Freguesia de Freigil
"Desde o vale até ao ponto mais alto desta terra, tudo tem o seu encanto. As águas que correm nos vales são fonte de vida de tudo o que existe nesta terra. A Natureza que nos proporciona uma beleza inconfundível nos seus campos e florestas. Terra, onde aqui e ali é ladeada e ornada com penedos de granito negro e amarelo das mais diversas formas e tamanhos. Muitos deles partidos e desbastados com muito suor e lágrimas e mão calejadas de gente que trabalhava só por uma sopa e um pedaço de pão ou um simples tostão para matar a fome daqueles que traziam noite e dia no coração. Depois de muito trabalho o granito era transformado em pequenos blocos que suportam os socalcos dos nossos campos, deram robustez e beleza aos monumentos e igrejas, fizeram-se ligações entre povos através de pontes, umas com muitos séculos outras mais recentes, mas todas elas para durarem ainda muitos e muitos anos.
Foi esta a maior herança que nos foi legada pelos nossos antepassados, um povo que através de muitas gerações que dia após dia nos foi transmitindo muitos dos seus valores que se baseavam sempre na coragem, no trabalho, na honra e no amor ao próximo.
E agora esta entidade, Junta de Freguesia de Freigil, agarrou nos símbolos onde se baseiam os valores de um povo humilde e trabalhador e de uma terra de beleza inigualável recheada de natureza, para criar o Brasão da nossa Freguesia, que é composto por Escudo de Prata, Rochedo Negro realçado de Ouro, entre dois Ramos de Pinheiro verde, Ponte de um Arco de Negro, lavrada de Prata, movente dos flancos e de campanha diminuta ondeada de Três Tiras de Azul e Prata, Coroa Mural de Prata e Três Torres, Listel Branco com a legenda a negro "FREIGIL".
Assim a partir de 12 de Julho de 2011, está oficialmente aprovada pela Comissão de Heráldica Portuguesa e vigorará para sempre o que o torna de validade perpétua, de cumprimento obrigatório e o seu texto não poderá ser alterado.
Hoje torna-nos uma freguesia identificada com uma origem que nos honra em qualquer parte do mundo e que queremos deixar um testemunho para as nossas gerações vindouras com os símbolos dos valores de um Povo."